# Perpetua renaștere
Perpetua renaștere este un film românesc din 1985 regizat de Adrian Petringenaru.